# Sefine Shipyard
Sefine Shipyard (in turco: Sefnne Tersanesi) è un cantiere navale situato nel distretto di Yalova, in Turchia. È attivo nella costruzione di navi da lavoro come rimorchiatori, navi antincendio e traghetti per trasporto automobili e passeggeri.

## Storia e caratteristiche
Il cantiere è stato fondato nel 2005 per iniziativa della Koloğlu Holding e ha iniziato l'attività operativa nel 2008. Lo stabilimento produttivo copre un'area di 140 000 m2 di cui 11 000 coperti per la lavorazione dell'acciaio, un bacino di carenaggio di dimensioni 240 x 42 m e una banchina lunga 200 metri. Gli impiegati sono 370, mentre la forza lavoro include circa 1 500 operai.

## Produzione
Il cantiere è in grado di lavorare circa 40.000 tonnellate di acciaio ogni anno. La produzione totale del cantiere ammonta a circa 30 navi di vario genere, tra cui rimorchiatori, navi gasiere e motovedette per soccorso in alto mare. Nel 2015, Sefine Shipyard ha consegnato la prima nave turca per il soccorso di emergenza, l'ERV Nene Hatun, alla direzione generale della Guardia costiera turca.
Il cantiere produce inoltre componenti per la costruzione di ponti e viadotti; tra gli altri progetti, ha partecipato alla costruzione del ponte di Osman Gazi e del nuovo aeroporto di Istanbul, aperto nel 2018.

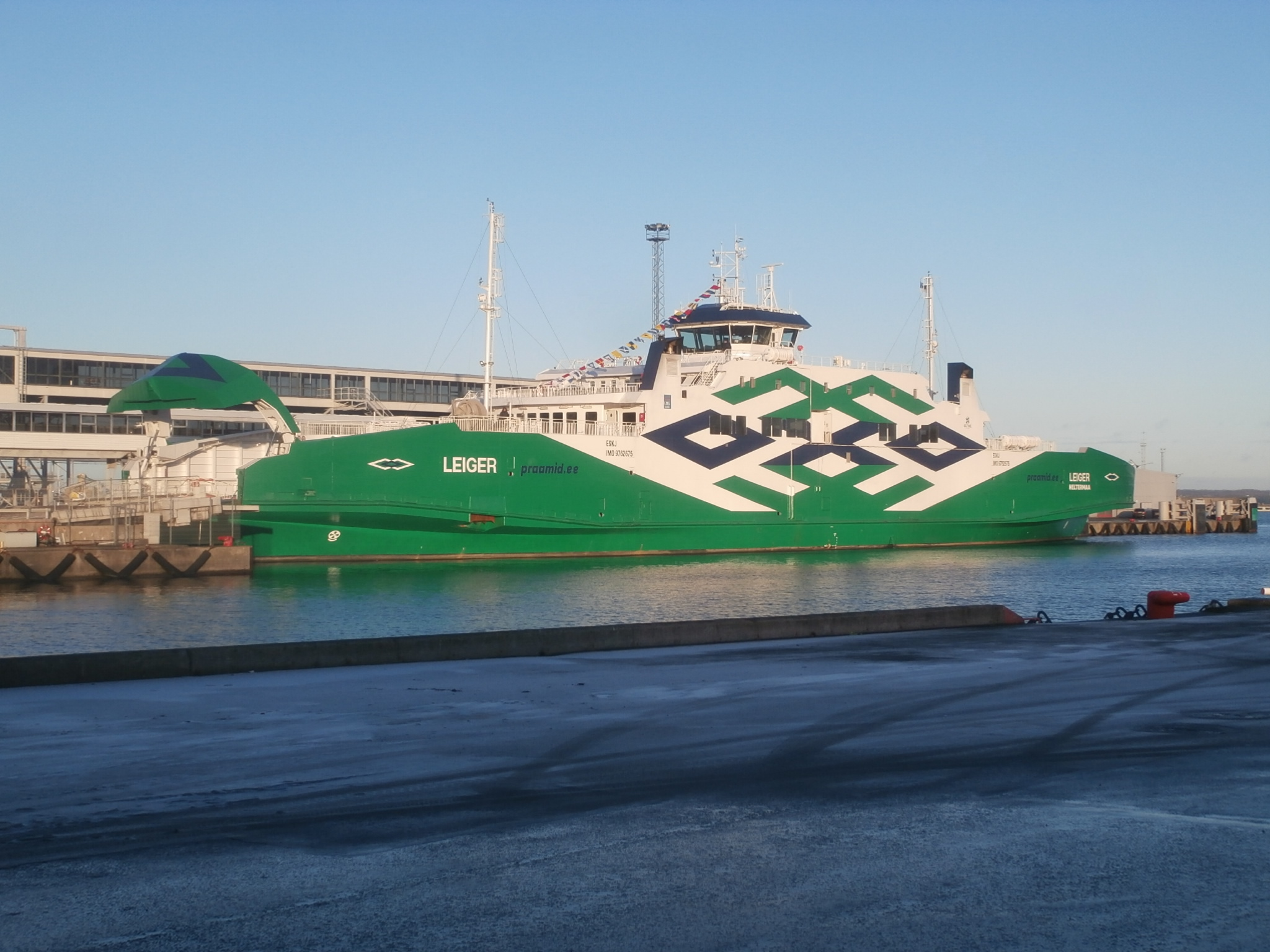
Leiger nel porto di Tallinn, Estonia (dicembre 2016)

Nel 2014 sono state ordinate due navi per trasporto misto passeggeri e automobili (capacità 600 passeggeri e 150 auto) per la compagnia estone TS Laevad, consegnate nel 2016.
Nel 2018 il cantiere ha costruito per Caronte & Tourist il traghetto bidirezionale Elio, primo ro/ro alimentato a LNG ad entrare in servizio nel Mar Mediterraneo. Tra il 2019 e il 2020 è stata costruita una serie di tre traghetti per la compagnia norvegese Fjord1 ASA (Sildafjord, Florøy e Hillefjord). Sempre per clienti norvegesi nel 2020 è stata prodotta la nave Aqua Skye, peschereccio d'alto mare lungo 84,4 metri equipaggiato con vasche di stoccaggio per pesce vivo.
A metà marzo 2021 la società italiana Caronte & Tourist ha ordinato un traghetto passeggeri basato sul progetto P367 dello studio Naos Ship and Boat Design per il servizio tra Milazzo e le isole Eolie. La nave, denominata Nerea, è stata varata l'11 ottobre 2022 ed è stata consegnata il 25 novembre 2023 alla compagnia Siremar.

Il 2 novembre 2022 viene avviata la costruzione di una seconda unità bidirezionale per il gruppo Caronte & Tourist, gemella dell'Elio già in servizio nello stretto di Messina dal 2018, con consegna prevista entro la stagione estiva 2024.

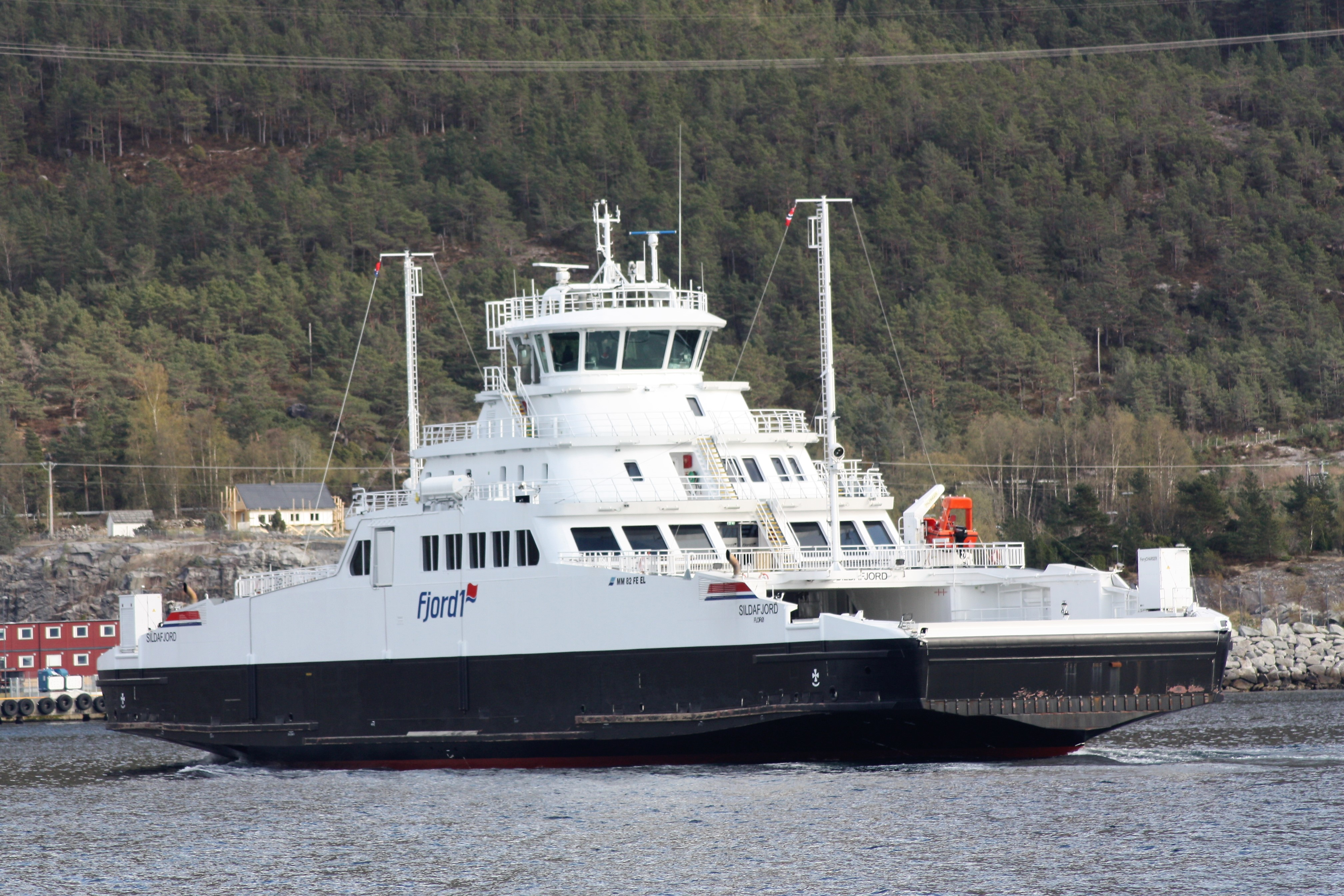
Sildafjord in servizio a Hardangerfjord, Norvegia (aprile 2021)
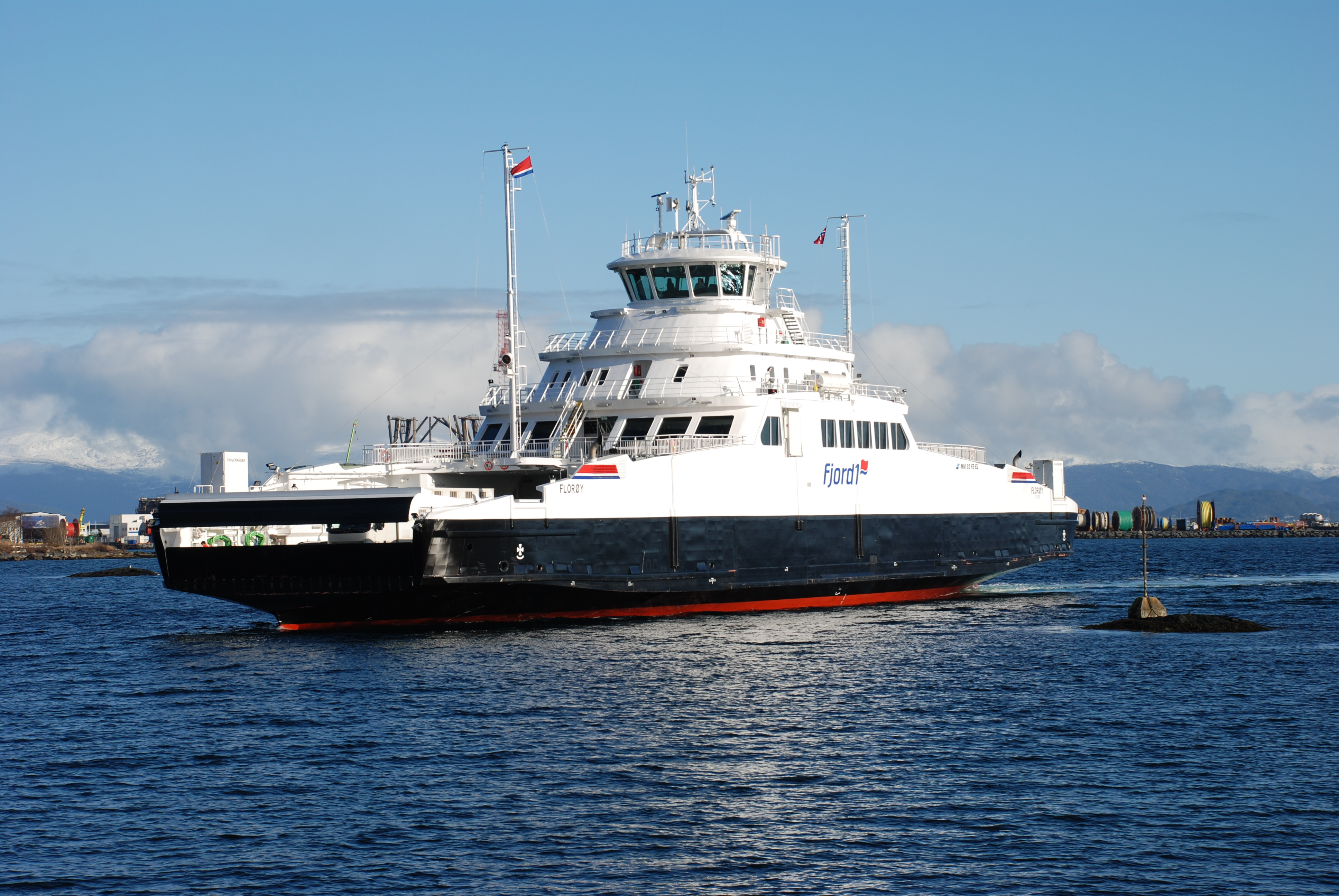
Florøy in servizio tra Skjersholmane e Ranavik, Norvegia (febbraio 2020)
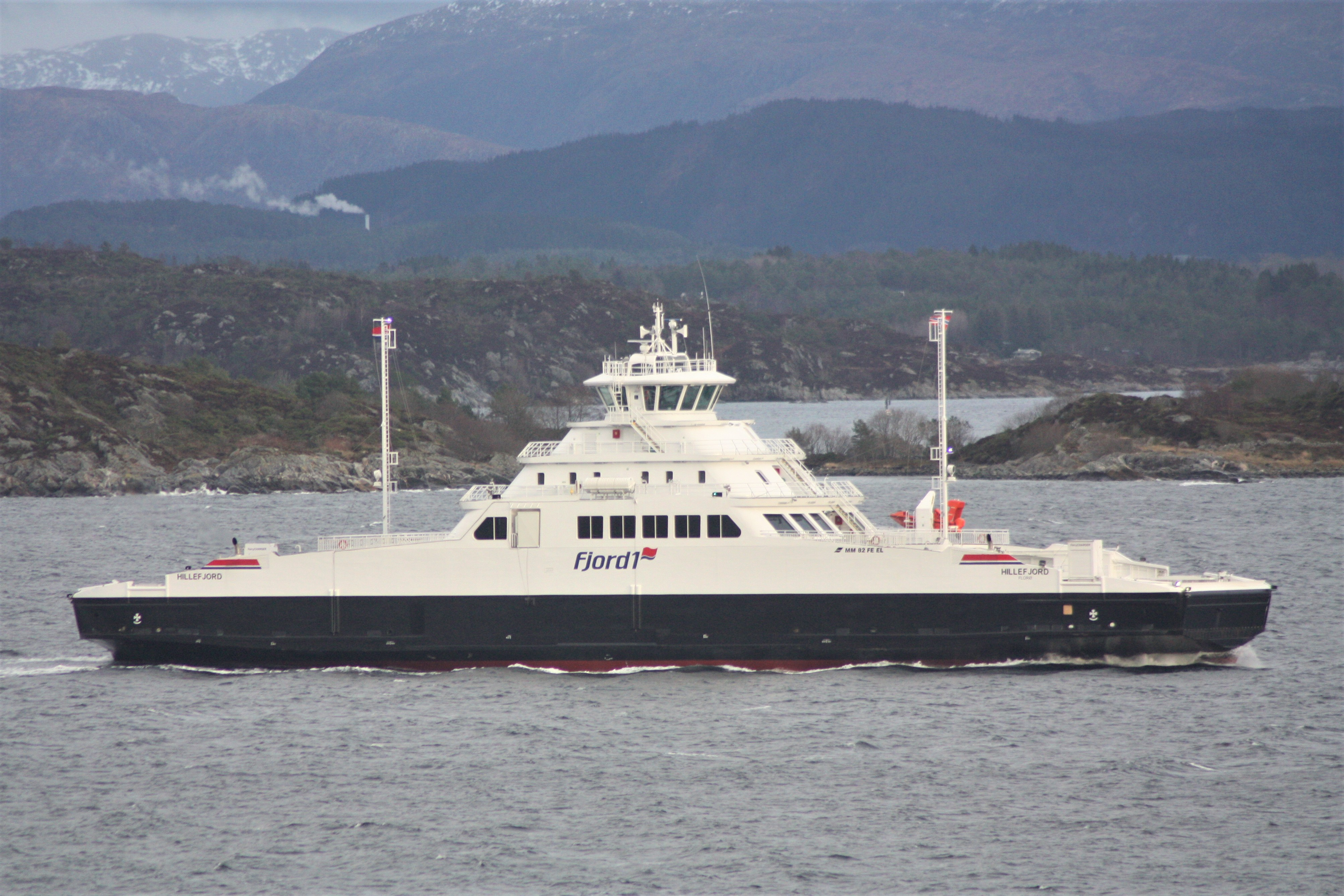
Hillefjord serve Korsfjorden, Norvegia (dicembre 2019)